# Garusi 1

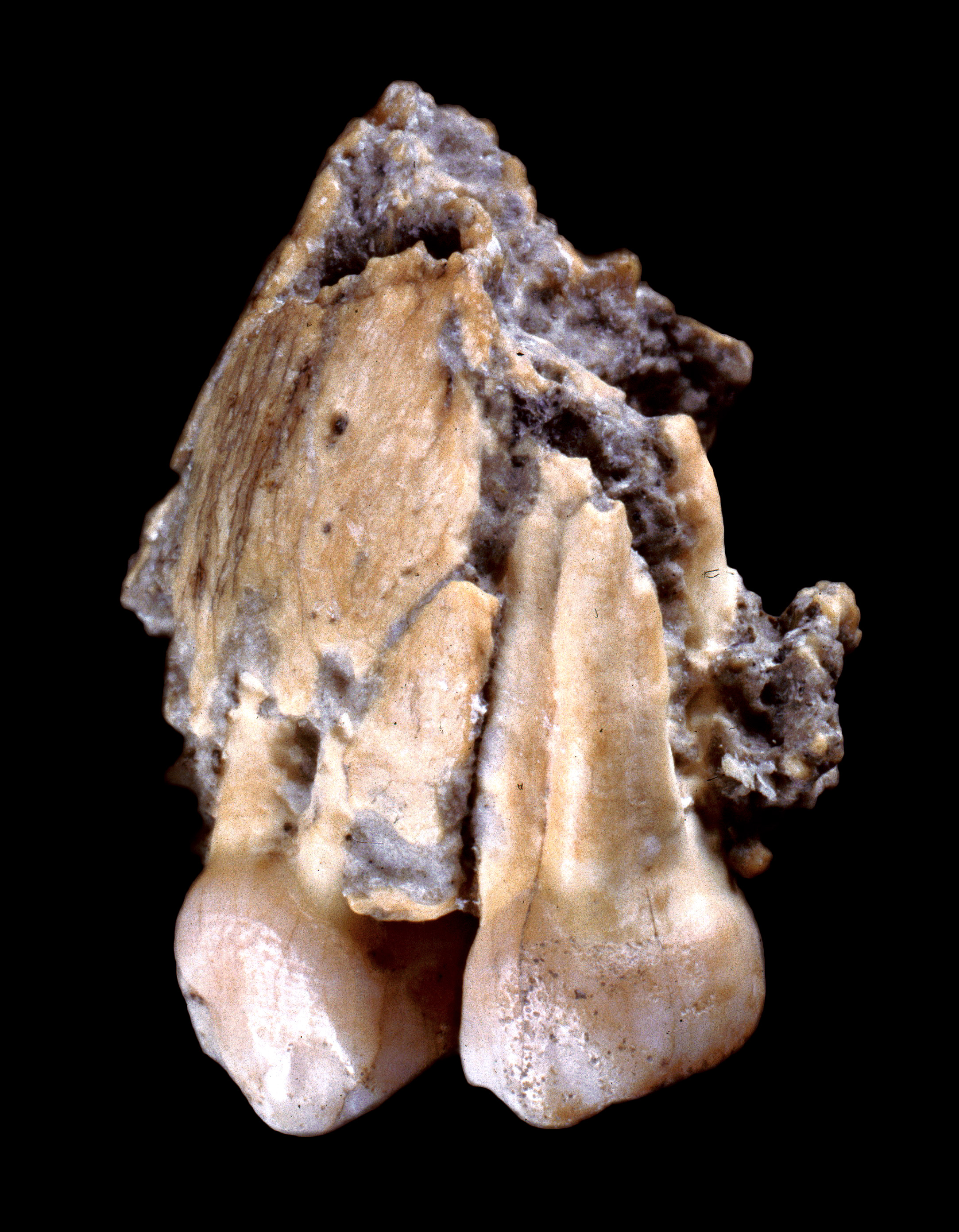
Garusi 1 (Original)

Garusi 1 (auch: Garusi Hominid 1, G.H. 1 oder Garusi-Fragment) ist die wissenschaftliche Bezeichnung für das nur wenige Zentimeter große Bruchstück eines homininen Oberkiefers mit zwei erhaltenen Prämolaren, das am 8. Februar 1939 von Mitgliedern der sogenannten Kohl-Larsen-Expedition in Tansania entdeckt wurde. Ludwig Kohl-Larsen und seine Begleiter verkannten jedoch die wissenschaftliche Bedeutung des Fundes, der zu einer bis dahin unbekannten Vormenschen-Art gehörte, weswegen das Fossil erst 1950 in einer Fachzeitschrift detailliert beschrieben wurde.
Heute gilt das Oberkiefer-Fragment als erster Fund eines Australopithecus afarensis. Der Fund trug wesentlich dazu bei, dass Donald Johanson, Tim White und Yves Coppens 1978 sowohl Funde aus Hadar in Äthiopien als auch aus Laetoli in Tansania dieser von ihnen neu beschriebenen Art zuordneten.
Der genaue Fundort im Gebiet der heute als Laetoli bekannten Fundstätte ist nicht bekannt; überliefert ist jedoch, dass das Fossil – in einem Sandsteinblock verbacken – im oberen Bereich des zum Fluss Garusi abfallenden Tals durch Erosion zutage getreten war, ebenso wie ein einzelner 3. Oberkiefer-Molar (Garusi 2) und ein ebenfalls einzeln aufgelesener Eckzahn (Garusi 4). Vergleiche mit anderen in Laetoli gefundenen Fossilien führten zur Schätzung, dass Garusi 1 rund 3,7 bis 3,59 Millionen Jahre alt sein dürfte.
In den 1930er-Jahren wurde das Oberkieferfragment von Wolfgang Abel in die Nähe von Australopithecus africanus gestellt, 1948 von Edwin Hennig als „Praeanthropus“ bezeichnet und 1950 schließlich von Hans Weinert als „Meganthropus africanus“ ausführlich beschrieben. Jedoch wurde dem Fragment auch weiterhin nicht der Status als Holotypus einer Art neben Australopithecus africanus zugesprochen, wohl aber wurde 1997 vorgeschlagen, dem bereits 1948 geprägten Gattungsnamen „Praeanthropus“ – und folglich „Praeanthropus afarensis“ – gemäß den Internationalen Regeln für die Zoologische Nomenklatur Vorrang vor Australopithecus afarensis einzuräumen. Im Rückblick wurde festgestellt, dass die wissenschaftliche Bedeutung der Garusi-Fossilien insbesondere im erstmaligen Nachweis bestand, dass Vertreter der Hominini auch in Ostafrika vorgekommen sind und die Australopithecinen folglich nicht allein auf Südafrika beschränkt sein konnten, wo 1924 das Kind von Taung entdeckt worden war.
Verwahrort der Garusi-Fossilien ist die Kohl-Larsen-Sammlung der Eberhard Karls Universität Tübingen, heute Teilsammlung des Museums der Universität Tübingen (MUT).

## Belege
1. ↑  Pierre-François Puecha, François Cianfaranic, Helga Roth: Reconstruction of the maxillary dental arcade of Garusi Hominid 1. In: Journal of Human Evolution. Band 15, Nr. 5, 1986, S. 325–332, doi:10.1016/S0047-2484(86)80015-X, Volltext.
2. ↑  Eintrag Garusi 1 in: Bernard Wood: Wiley-Blackwell Encyclopedia of Human Evolution. Wiley-Blackwell, 2011, ISBN 978-1-4051-5510-6.
3. ↑   Ludwig Kohl-Larsen: Auf den Spuren des Vormenschen. Strecker und Schröder, Stuttgart 1943, Band 2, S. 379–381.
4. ↑  Wolfgang Abel: Kritische Untersuchungen über Australopithecus africanus Dart. In: Morphologisches Jahrbuch. Band 65, Nr. 4, 1931, S. 539–640.
5. ↑  Edwin Hennig: Quartärfaunen und Urgeschichte Ostafrikas. In: Naturwissenschaftliche Rundschau. Band 1, Nr. 5, 1948, S. 212–217
6. ↑  Hans Weinert: Über die neuen Vor- und Frühmenschenfunde aus Afrika, Java, China und Frankreich. In: Zeitschrift für Morphologie und Anthropologie. Band 42, Nr. 1, 1950, S. 113–148
7. ↑  David S. Strait, Frederick E. Grine, und Marc A. Moniz: A reappraisal of early hominid phylogeny. In: Journal of Human Evolution. Band 32, Nr. 1, 1997, S. 17–82, doi:10.1006/jhev.1996.0097.
8. ↑  Phillip Tobias: Australopithecus, Homo habilis, Tool-Using and Tool-Making. In: The South African Archaeological Bulletin. Band 20, Nr. 80, 1965, S. 167–192 (zur Forschungsgeschichte speziell S. 169).